# Schaereria dolodes
Schaereria dolodes är en art av lavar som först beskrevs av William Nylander (ex Hermann Edward Hasse), och fick sitt nu gällande namn av Michaela Schmull & Toby Spribille. Släktet Schaereria är medlem i familjen Schaereriaceae. Inga underarter finns listade i Catalogue of Life.